# Maršov u Úpice
Maršov u Úpice – czeska wieś w powiecie Trutnov, w dolinie potoku Maršovka przy drodze między wsiami Hajnice i Hořičky oraz miastem Úpice.

## Demografia
| Rok             | 1713 | 1813 | 1921 | 1978 | 2003 |
| --------------- | ---- | ---- | ---- | ---- | ---- |
| Liczba ludności | 211  | 419  | 322  | 193  | 158  |

Źródło: Czeski Urząd Statystyczny

## Historia
Pierwsza pisemna wzmianka o miejscowości pochodzi z 1495 r., ale wieś istniała już w XIII w. W 1745 w pobliżu wsi ponad trzy miesiące istniał obóz armii króla pruskiego Fryderyka II.

## Zabytki
- Dzwonnica drewniana z 1829 lub 1856 r.
- Krzyż kamienny z 1867 r. (twórcą kamieniarz Matouš z Úpice, w 1921 r. kompletna renowacja przez rzeźbiarzy úpickich Čížka i Kubištę)
- Kamienny cokół z krzyżem żeliwnym w miejscu zwanym Pod Hájkem z 1874 r. (twórcą Antonín Pátý z Úpice)
- Krzyż przed domem nr 73 z 1902 r.
- Drewniane domy
- Pamiątkowo chronione drzewo - buk zwyczajny
- Lipa Wolności